# Helina minutideleta
Helina minutideleta este o specie de muște din genul Helina, familia Muscidae, descrisă de Xue în anul 2002.
Este endemică în Jilin. Conform Catalogue of Life specia Helina minutideleta nu are subspecii cunoscute.